# Katty Line
Pour les articles homonymes, voir Line.
Catherine Denise Frédérique Boloban dite Katty Line, née le 13 mars 1947 à Sucy-en-Brie (Val-de-Marne), est une chanteuse française active surtout en Italie, où elle est membre du Clan Celentano.
Elle a publié 26 chansons en français entre 1965 et 1969.

## Biographie
Elle débute en signant les dédicaces des photos de Johnny Hallyday. Découverte par René Porchet (producteur connu sous le pseudonyme de « Ken Lean »), elle commence sa carrière de chanteuse en France au milieu des années 1960 et connaît le succès en 1965 avec N'hésite pas quand l'amour t'appelle, reprise de Back in My Arms Again des Supremes, et en 1966 avec Ne fais pas la tête, reprise de How Does That Grab You, Darlin' de Lee Hazlewood (lancé par Nancy Sinatra), puis se produit également en Belgique et en Suisse. En 1968, elle épouse Porchet, son producteur.
En Italie, elle devient célèbre après avoir participé à l'émission télévisée Stasera con Adriano Celentano, où elle se distingue par sa beauté et les mini-jupes qu'elle porte : le Molleggiato lui-même sort ses disques avec sa maison de disques ; en outre, à la suite de son succès télévisé, Katty Line est engagée par Dufour pour l'émission Carosello. Elle participe au Festivalbar 1969 avec La Rivale (écrite par Miki Del Prete et Luciano Beretta pour les paroles et par Lorenzo Pilat et Roberto Negri pour la musique), et la même année elle enregistre Tu vinci sempre, une reprise en italien de Touch me des Doors (avec des paroles écrites par Luciano Beretta et Cristiano Minellono).
L'année suivante, avec In direzione del sole, elle participe au Cantagiro 1970. En 1971, elle participe à l'émission télévisée Incontri d'estate, mais en décembre 1971, elle est victime d'un terrible accident de voiture alors qu'elle circule avec son mari : Porchet perd la vie et Katty Line est hospitalisée pendant 18 mois., après quoi elle décide de rentrer en France. Elle enregistre un autre 45 tours en Italie en 1980 : il s'agit d'Adriano, un titre de musique disco avec lequel elle participe à l'émission télévisée Superclassifica Show.

## Discographie

### Singles
- 1965: „N'hésite pas quand l'amour t'appelle“ / „Si je sors avec toi le samedi soir“ (Barclay 60632)
- 1965: „Tout change en grandissant“ / „Avec toi je veux danser“ (Barclay 60641)
- 1966: „Puisque tu dors, j'ose te dire“ / „Je cherche une petite homme“ (Barclay 60688)
- 1966: „La chamade“ / „Ma jeune vie“ (Disc'Az AZ 10 255)
- 1966: „Les Garçons“ / „Je n'y comprends rien“ (Disc'Az AZ 10 256)
- 1966: „Ne fais pas la tête“ / „Un mini cœur“ (Disc'Az AZ 10 266)
- 1968: „Sans un adieu (il ne faut pas pleurer)“ / „Quand s'en vont les framboises“ (LGL 002 M)
- 1969: „La rivale“ / „Storia d'amore“ (Clan Celentano BF 69018) avec Adriano Celentano
- 1969: „Povero Gino“ / „Tu vinci sempre“ (Clan Celentano BF 69025) avec Gino Santercole
- 1969: „Vent'Anni“ / „Finito“ (Clan Celentano BF 69029)
- 1969: „Finito“ / „I tuoi occhi camminano in me“ (Clan Celentano BF 69035)
- 1969: „La rivale“ / „Tu vinci sempre“ (Clan Celentano BF 69016)
- 1969: „Vent'Anni“ / „L'uomo nasce nudo“ (Clan Celentano BF 69034) avec Adriano Celentano
- 1970: „In direzione del sole“ / „Every Body“ (Clan Celentano BF 69049)
- 1966: „In direzione del sole“ / „El cóndor pasa“ (Clan Celentano BF 69061) avec Jørgen Ingmann
- 1971: „La rivoluzione delle donne“ / „Una promessa (drina)“ (Clan Celentano BF 70013)
- 1980: „Adriano“ / „Viens“ (Radio Records ZBRR 7184)

### 45-tours
- 1965: N'hésite pas quand l'amour t'appelle: „N'hésite pas quand l'amour t'appelle“, „Si je sors avec toi le samedi soir“, „Tout change en grandissant“, „Avec toi je veux danser“ (Barclay 70.880)
- 1966: Puisque tu dors, j'ose te dire: „Puisque tu dors, j'ose te dire“, „Je cherche un petit homme“, „Non tu n'as rien compris“, „Je n'attends plus que toi“ (Barclay 70.945)
- 1966: Les Garçons: „Les Garçons“, „Ma jeune vie“, „La chamade“, „Je n’y comprends rien“ (Disc'Az EP 1046)
- 1966: Les mots croisés: „Les mots croisés“, „Ne fais pas la tête“, „Un mini cœur“, „Dis-lui que je pense a lui“ (Disc'Az EP 1066)
- 1967: C’est En Quoi?: „C’est En Quoi?“, „Pendant l’été“, „Mon cœur n’a pas dormi“, „L’amour ne tombe pas du ciel“ (Disc'Az EP 1137)
- 1969: Igor, Natacha: „Igor, Natacha“, „Chacun sa bataille“, „Un petit peu d’amour“, „Cent millions d’étoiles“ (LGL 003 M)

## Filmographie
- 1968 : Ho ! de Robert Enrico : Bébé
- 1976 : Anne, jour après jour, série télévisée de Bernard Toublanc-Michel : Pamela